# Horisme koreisme
Horisme koreisme là một loài bướm đêm trong họ Geometridae.